# Lale Cup 2013
Il Lale Cup 2013 è stato un torneo di tennis facente parte della categoria ITF Women's Circuit nell'ambito dell'ITF Women's Circuit 2013. È stata la 1ª edizione del torneo che si è giocata a Istanbul in Turchia dal 22 al aprile 2013 su campi in cemento e aveva un montepremi di $50,000.

## Partecipanti

### Teste di serie
| Nazionalità | Giocatrice        | Ranking* | Testa di serie |
| ----------- | ----------------- | -------- | -------------- |
| Croazia     | Donna Vekić       | 83       | 1              |
| Rep. Ceca   | Kristýna Plíšková | 106      | 2              |
| Grecia      | Eléni Daniilídou  | 123      | 3              |
| Russia      | Marta Sirotkina   | 129      | 4              |
| Canada      | Stéphanie Dubois  | 148      | 5              |
| Russia      | Aleksandra Panova | 150      | 6              |
| Turchia     | Çağla Büyükakçay  | 167      | 7              |
| Russia      | Ekaterina Byčkova | 181      | 8              |

- Ranking al 15 aprile 2013.

### Altre partecipanti
Giocatrici che hanno ricevuto una wild card:
- Hülya Esen
- Sultan Gönen
- Gülben Güldaş
- Melis Sezer

Giocatrici che sono passate dalle qualificazioni:
- Yvonne Cavallé Reimers
- Justyna Jegiołka
- Mayya Katsitadze
- Elizaveta Kuličkova

## Vincitrici

### Singolare
Donna Vekić ha battuto in finale  Elizaveta Kuličkova con il punteggio di 6–4, 7–6(4).

### Doppio
Ekaterina Byčkova /  Nadežda Kičenok hanno battuto in finale  Başak Eraydın /  Aleksandrina Najdenova con il punteggio di 3–6, 6–2, [10–5].